# Brometo de alumínio
O brometo de alumínio é um composto inorgânico de fórmula empírica AlBrx. O elemento de nome Tribrometo de Alumínio é o brometo de Alumínio mais comum. O elemento Monobrometo de Alumínio, é formado por reacção de HBr com o metal Al (Alumínio) a altas temperaturas. Ele dismuta perto da temperatura ambiente:
6/n "[AlBr]n" → Al2Br6 + 4 Al
O sentido desta reacção inverte-se a temperaturas superiores a 1000 °C.